# دانشگاه بصره
دانشگاه بَصره دانشگاهی قدیمی در بصره در کشور عراق است که در سال ۱۹۶۴ میلادی به عنوان شعبه‌ای از دانشگاه بغداد در شهر بصره در جنوب عراق تأسیس شد و در همان سال به عنوان دانشگاهی مستقل به کار خود ادامه داد. در سال تحصیلی ۲۰۱۰–۲۰۱۱ تعداد دانشجویان این دانشگاه ۱۹٬۰۹۲ تن و کارکنان آن ۲٬۵۶۳ تن بوده‌اند.
این دانشگاه امروزه ۱۵ دانشکده دارد که در سه پردیس مختلف در شهر بصره قرار دارند. دانشگاه بصره ساختمانی نیز به عنوان پژوهشکده و یک خوابگاه دارد.

## دانشکده‌ها

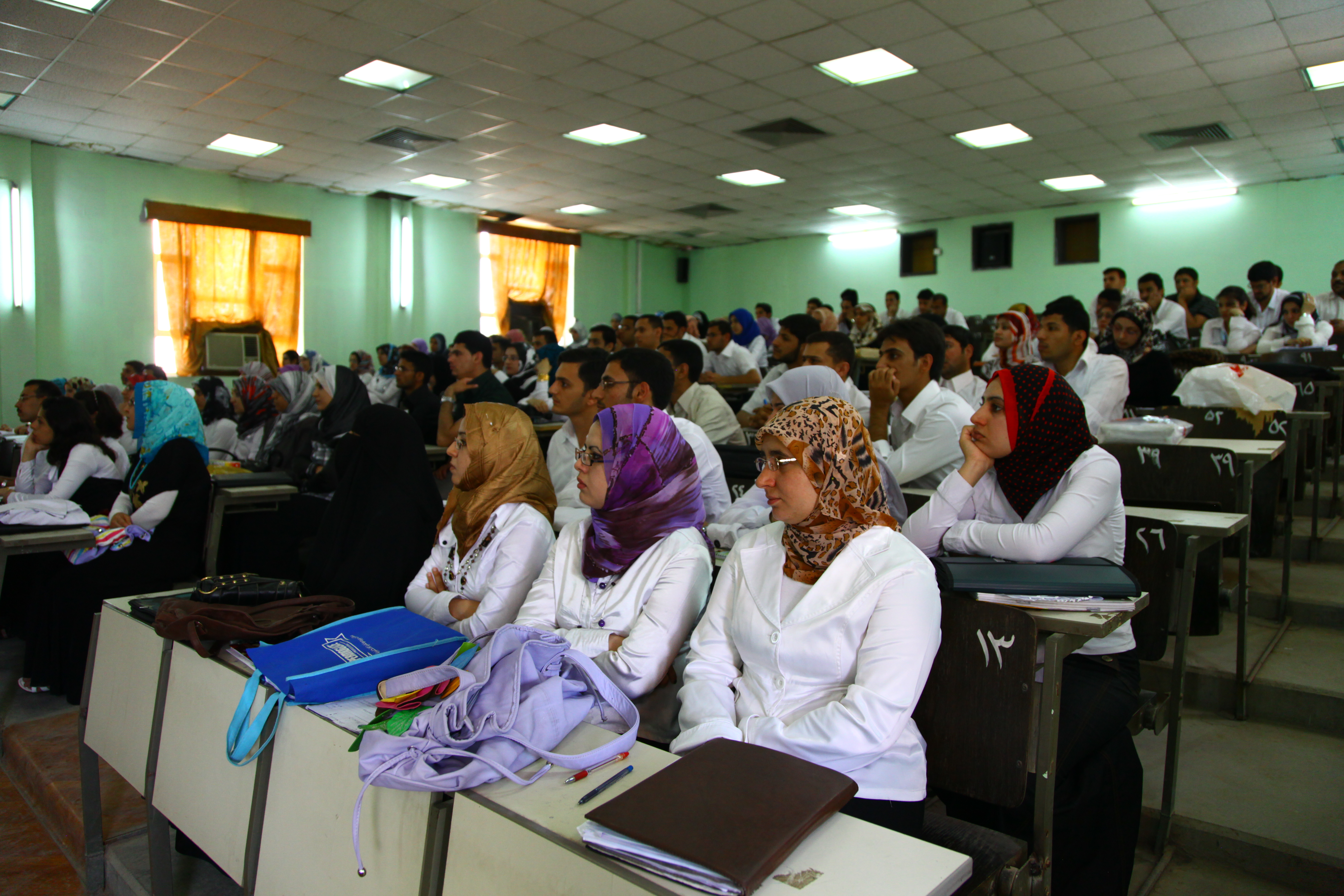
دانشجویان پزشکی دانشکدهٔ پزشکی بصره

دانشگاه بصره دارای ۱۵ دانشکده به شرح زیر است:
- دانشکدهٔ پزشکی
- دانشکدهٔ داروسازی
- دانشکدهٔ دندانپزشکی
- دانشکدهٔ دامپزشکی
- دانشکدهٔ پرستاری
- دانشکدهٔ مهندسی
- دانشکدهٔ علوم
- دانشکدهٔ کشاورزی
- دانشکدهٔ آموزش
- کالج تجارت و اقتصاد
- دانشکدهٔ حقوق
- دانشکدهٔ هنر
- دانشکدهٔ تربیت بدنی
- کالج آموزش دختران
- دانشکدهٔ هنرهای زیبا

## پردیس‌ها
دانشگاه بصره دارای سه پردیس به شرح زیر می‌باشد:
- پردیس کرمهٔ علی در شمال شامل دانشکده‌های داروسازی، دامپزشکی، مهندسی، علوم، آموزش، کشاورزی و تربیت بدنی
- پردیس باب‌الزبیر در جنوب شامل دانشکده‌های تجارت و اقتصاد، دندانپزشکی، حقوق، هنر، مطالعات تاریخی، هنرهای زیبا
- پردیس پزشکی در البراضعیة شامل دانشکدهٔ پزشکی و بیمارستان آموزشی